# Vigilante 8: Second Offense
Vigilante 8: Second Offense är fortsättningen spelet på Vigilante 8. Spelet släpptes till Playstation, Nintendo 64 och Sega Dreamcast redan året efter det första, 1999.
Det går att spela ensam eller tillsammans med andra. Det finns uppdrag som man kan utföra, då går det att vinna en film med varje fordon. Uppdragen kan även utföras när det är flera spelare som spelar.
Det nya med spelet är att det går att uppgradera sitt fordon, och när fienden sprängs går det att plocka upp en gul ikon.
Det var tänkt att komma en fortsättning till Playstation 2 men det blev aldrig av. 

## Figurer i spelet

### John Torque
John Torque kör en Thunderbolt och hans specialvapen är "Wheel of Fortune" som skjuter ut en silverkula som i sin tur spränger allt.

### Sheila
Sheila kör en Wunderwagon och hennes specialvapen är "Tantrum Gun", det är ett slags Gatling Gun.

### Houston
Houston kör en Samson Tow Truck och hennes specialvapen är "Tow Twister" som tar tag i fiender och slänger iväg dem.

### Tomey, Romey och Leilah
Tomey, Romey och Leilah kör en Dakota Stunt Cycle och deras specialvapen är "Soaring Glory" som är fyrverkerier.

### Convoy
Convoy är ledaren för Vigilantes. Han kör en Livingston långtradare och hans specialvapen är "Rolling Thunder" som skjuter iväg två ljudvågor gjorda av hans signalhorn.

### Dave's Cultsmen
Dave's Cultsmen är tre fans till Dave. De kör en Xanadu RV och deras specialvapen är "Super Invasion" som skjuter iväg små flygande tefat.